# تسويق عبر الحوار
التسويق عبر الحوار هو مصطلح ظهر في الأعوام الأخيرة لوصف جهود الشركات التي ترمي إلى إشراك العملاء الراغبين في حوار مستمر من أجل خلق علاقات تدوم طويلاً. على سبيل المثال، اعتمادًا على البيانات، يستهدف القائمون على التسويق مجموعات من العملاء الذين يبدون ميلاً تجاه الشراء ويدعونهم للتواصل مع الشركة بطرق متعددة. وتوفر عملية المشاركة قيمة كبيرة للشركة والعميل في نفس الوقت. ويستخدم القائمون على التسويق تلك الفرص كنقاط تلقائية لتجميع البيانات.  وتستخدم الشركات البيانات من أجل تخصيص رسائلها التسويقية بشكل أكبر، ومن أجل تخصيص الخدمات بما يتوافق مع عملائها وقطاعات الأسواق. وفي مقابل تبادل الآراء وأنماط الشراء وتفضيلات المنتجات وما إلى ذلك، يحصل العملاء على هدايا وعروض مثل الخصومات والإرشادات والتجارب المجانية بالإضافة إلى الرسائل المناسبة والقيمة من الشركة.
ولتحقيق النجاح، يتطلب التسويق عبر الحوار أن تدرك الشركات قيمتها الفردية ومدى تأثيرها على العملاء، وتحديد العملاء الرئيسيين والعملاء المتوقعين، وتطوير الرسائل والأساليب المناسبة لإشراك هؤلاء العملاء، وتنفيذ خطة للوصول إلى العملاء المناسبين والتواصل معهم، بالإضافة إلى إقامة ودعم العلاقات مع هؤلاء العملاء. 
ويعد القياس مكونًا رئيسيًا للتسويق عبر الحوار لأنه يساعد الشركات على تتبع وقياس مدى نجاحها وفشلها في التسويق والمبيعات ثم تحسين إستراتيجيتها اعتمادًا على الملاحظات التي يتم تلقيها.
والتسويق عبر الحوار، المنطوي على أربع مراحل هامة، وهي: وضع العلامة التجارية ووضع الإستراتيجيات والمشاركة والقياس، يشتمل على المكونات المختلفة للإعلان والعلاقات العامة والتسويق في إستراتيجية واحدة متماسكة. ويقوم الموردون بالاعتماد على وكالات الإعلان والتسويق وشركات تكوين العلامات التجارية والطابعات الرقمية ومتخصصي البيانات وخبراء الوسائط الاجتماعية ومصممي برامج التزام العملاء وإحالتهم.
ومن خلال الجمع بين الأساليب التقليدية للإعلان وبين التطورات التقنية مثل ويب 2.0 ووسائل الإعلام الاجتماعية والمواقع المخصصة الصغيرة وطباعة البيانات المتنوعة والمدونات، اكتشف القائمون على التسويق أن التسويق عبر الحوار هو وسيلة فعالة ومؤثرة يمكن إنفاق أموال التسويق عليها. ومن خلال تركيز جهود التسويق على الأفراد الذين يقبلون المشاركة بالفعل وخلق الفرص لهم للتواصل حسب شروطهم، تستطيع الشركات زيادة مستوى التزام العملاء وإحالتهم والمبيعات المتبادلة وتكرار إتمام الأعمال.

## تاريخ التسويق عبر الحوار
تعود جذور التسويق عبر الحوار إلى التسويق بالإذن والتسويق عبر العلاقات وهو يشبه التسويق عبر المشاركة والتسويق ثنائي الحلقة.  إن هدف التسويق عبر الحوار، والذي يعد بمثابة رد فعل مباشر للتسويق بالدفع التقليدي، هو تطوير علاقات مستمرة وتدوم طويلاً مع العملاء المناسبين.
ويعتمد التسويق عبر الحوار على أساس أن مشاركة العملاء في الحوارات ذات الصلة والشخصية أهم بكثير من أي وقت مضى.  وفي حين أن التقنيات تُسلح المستهلكين بطرق جديدة لتجاهل الرسائل والانفصال عن العلامات التجارية وعدم المشاركة في السوق على الإطلاق، فإن القائمين على التسويق يرون أن التواصل على مستوى شخصي مع العملاء، الذين يقومون أو سيقومون بالشراء لأن الشركة تستمع إليهم، يساعد الشركات على التميز والبروز كشركات رائدة في الأسواق.

## عملية التسويق عبر الحوار
إن عملية التسويق عبر الحوار هي عملية سهلة التنفيذ تتكون من أربع مراحل، ومصممة لمساعدة الشركات على تطوير علاقات متبادلة مفيدة للطرفين تدوم طويلاً مع العملاء والمستهلكين.

### وضع العلامة التجارية
تجد الشركات التي تدرك ماهية ذاتها وماهية عملائها نفسها في موضع أفضل للتشارك والتواصل مع عملائها المستهدفين.
 ويساعد التسويق عبر الحوار الشركات على تقدير قيمتها الذاتية والالتزام بعلاقات مع هؤلاء العملاء والمستهلكين، الذين يقدرون القيمة الفريدة للشركة وتطوير تلك العلاقات معهم.

### وضع الإستراتيجيات
تصبح الشركات، من خلال الفهم الواضح لذاتها وللجمهور الذي تستهدفه، قادرة على تطوير رسائل واضحة وتحديد طرق فعالة للمشاركة. وتعتمد الإستراتيجية والجهود التكتيكية على العلامة التجارية والاحتياجات والرغبات والشخصيات الخاصة بالأسواق التي تستهدفها تلك الشركات.  ويوفر التسويق عبر الحوار للشركات القدرة على الوصول إلى البيانات الضرورية والأدوات والموارد اللازمة لوضع الإستراتيجيات لخطة ناجحة تتناسب معهم.

### المشاركة
يستخدم التسويق عبر الحوار مجموعة من الجهود التقليدية والتقنية للوصول إلى العملاء ودعوتهم للتواصل ودعم العلاقات المستمرة وإقامة علاقات جديدة. ويعمل القائمون على التسويق عبر الحوار مع الشركات من أجل تصميم خطط وعمليات مشاركة مخصصة لا تتسم فقط بالفاعلية والتأثير، ولكن تكون مستدامة وقابلة للقياس كذلك.
واعتمادًا على شكل عميل الشركة، يمكن أن يستخدم القائمون على التسويق عبر الحوار أساليب الوصول مثل إعلانات المجلات والإعلانات التجارية في التلفاز أو إعلانات الراديو، مع توفير حافز لدعوة العملاء لزيارة موقع صغير أو لتعبئة استطلاع رأي.
يستخدم القائمون على التسويق عبر الحوار أنظمة تلقائية من أجل تجميع وتخزين وتتبع بيانات العملاء، مثل تفضيلات الاتصالات والاهتمامات المتعلقة بالمنتجات والخدمات، والإحصاءات السكانية، وسمات العملاء، وغير ذلك من التفاصيل.  وبالإضافة إلى ذلك، تقوم عملية التسويق عبر الحوار بتنفيذ برنامج رعاية تلقائي من أجل تخصيص الرسائل وإرسالها في أوقات معينة وإرسالها عبر وسائل مختلفة، من البريد المباشر وحتى البريد الإلكتروني.  وبناءً على رد أو عدم رد العميل على رسائل معينة، يتم التوجه نحو مبادرات أو طلبات أو تذكيرات أو اقتراحات أخرى يتم تصميمها مع وضع كل فرد في الاعتبار.  ويمكن أن يتم دمج نفس نظام الرعاية التلقائي مع برامج التزام العملاء وإحالتهم، بالإضافة إلى عروض البيع الإضافية والتبادلية التي تكون ذات صلة ببعضها وتتم في الوقت المناسب.

### القياس
لقد تم تصميم نظام التسويق عبر الحوار من أجل تتبع وقياس وتحليل النتائج، مما يؤدي إلى تحديد الاتصال الذي دائمًا ما يكون صعب المنال بين المبيعات والتسويق من خلال تحديد ما يؤتي ثماره وما لا يؤتي ثماره.  ومن خلال هذه البيانات، يمكن أن تقوم الشركات بتغيير رسائلها بسرعة وتغيير تركيزها على الأسواق وتغيير العلامات التجارية لمنتجاتها، بحيث تبقى قيمتها مرتفعة وذات صلة بالأسواق ومرتبطة بالعملاء المناسبين، ألا وهم العملاء الذين يقومون بالشراء من تلك الشركات.